# アンネリス・バルガス
アンネリス・ビクトリア・バルガス・バルデス（Annerys Victoria Vargas Valdez、1981年8月7日 - ）は、ドミニカ共和国の女子バレーボール選手。サントドミンゴ出身。ポジションはミドルブロッカー。ドミニカ共和国代表。
2003年パンアメリカン競技大会で優勝した。2004年アテネ五輪、2012年ロンドン五輪に出場した。

## 球歴
- 2002年 世界選手権（13位）
- 2003年 パンアメリカン競技大会　（優勝）
- 2003年 ワールドカップ　（10位）
- 2004年 アテネ五輪　（11位）
- 2006年 世界選手権（17位）
- 2007年 ワールドカップ　（9位）

## 所属クラブ
- Modeca　（?-2005年）
- Vaqueras  de Bayamón　（2005-2006年）
- ムルシア（2006-2007年）
- ワクフバンク・ギュネシュ・スィゴルタ（2007年）
- La Romana　（2008年）
- Criollas de Caguas（2009年）
- Usiminas/Minas (2009–2010年)
- Mirador (2010年)
- Criollas de Caguas (2011年)